# Casa l'Abadia (Foradada)
Casa l'Abadia és una obra del municipi de Foradada (Noguera) protegida com a bé cultural d'interès local.

## Descripció
Es troba al centre del nucli de Montsonís, concretament entre l'antiga església romànica de Santa Maria de Foradada (núm. 22225) i el carrer Major. Es tracta d'un gran casal assentat sobre el desnivell amb pendent cap a l'est des del turó de l'església esmentada, amb la façana principal amb una gran porxada que afronta, a llevant, amb el carrer del Pi (un carrer de vianants que arrenca de a plaça de l'Església), al nord afronta amb un pati, al sud afronta entre mitgeres amb la casa núm. 20 i a ponent, en un pla més elevat, hi ha l'accés posterior a l'altura del tercer pis. La teulada és a doble vessant i desaigua a ponent i a llevant.
La façana principal està construïda majoritàriament amb aparell irregular de pedra sorrenca desbastada lligada amb morter de calç. L'element que en destaca és la gran porxada d'arcs de mig punt, amb dos ulls a la part frontal, dos als laterals i un arc diafragma a l'interior entre els dos ulls frontals. Aquesta porxada suporta una balconada a l'altura del segon pis, amb quatre pilars on recolza un tram de teulada que arrenca a l'altura dels ampits de les finestres del tercer pis. La porta principal, sota la porxada, és d'arc a nivell de dovelles i marc de carreus polits. Al vessant nord de la façana, d'aparell de carreu irregulars,hi ha tres finestres rectangulars, una a cada pis, amb marc de pedra polida. En canvi, el tram que correspon a la porxada està fet amb maçoneria de morter, fet que probablement indica una refacció posterior al tram d'aparell irregular. El ràfec de la teulada se sosté mitjançant un entramat de fusta que consisteix amb taulons posats al llarg de la façana que recolzen sobre travessers. A l'esquerra de la finestra del tercer pis hi ha una mènsula de pedra.
La façana nord també està feta majoritàriament amb aparell irregular de pedra desbastada lligada amb morter de calç i carreus regulars polits a les obertures (excepte el quadrant superior esquerra, fet amb maçoneria de morter encofrada, rematada, sota la teulada, amb una motllura de morter amb forma de dues rengleres superposades de semicercles). La distribució de les obertures és asimètrica i hi destaca la porta a l'altura del segon pis que mena a una escala lateral de pedra que baixa al patí enjardinat.
La façana de ponent afronta amb el carreró a l'altura del tercer pis i les golfes sota teulada. Feta amb maçoneria de morter, conté una senzilla porta rectangular i tres finestres, dues de les quals corresponents a les golfes.